# Temporada da Indy Lights de 1988
A temporada da Indy Lights de 1988 foi a terceira da história. O campeonato foi gerido pela CART, e em sua pirâmide de importância ocupava a terceira fileira, atrás da IndyCar e da Atlantic Championship Series.
A competição contou com doze etapas, e percorreu os Estados Unidos e o Canadá. O campeão foi o suíço-americano Jon Beekhuis da Enterprises, que venceu duas corridas no ano.
O vice-campeão foi o irlandês Tommy Byrne, que venceu 3 corridas, e terminou a competição três pontos atrás de Beekhuis. 
O certame não contou com brasileiros, que nessa época, ainda focavam nas categorias de base europeias como a Fórmula 3 Britânica.

## Equipes e pilotos
Este gráfico reflete apenas as combinações confirmadas e citadas de piloto, motor e equipe.
| Equipe                     | Motor | No. | Piloto(s)             | Etapa(s)         |
| -------------------------- | ----- | --- | --------------------- | ---------------- |
| Enterprise Racing          | Buick | 4   | Jon Beekhuis          | Todas            |
| Enterprise Racing          | Buick | 14  | Marty Roth            | 3 e 5            |
| Leading Edge Motorsport    | Buick | 25  | Juan Manuel Fangio II | 2-4 e 6-12       |
| Leading Edge Motorsport    | Buick | 26  | Mike Snow             | 1-11             |
| Leading Edge Motorsport    | Buick | 27  | Dave Kudrave          | 12               |
| Leading Edge Motorsport    | Buick | 28  | Mike Chandler         | 1                |
| Agapiou Racing             | Buick | 23  | Guido Daccò           | Todas            |
| Agapiou Racing             | Buick | 59  | Sport Allen           | 12               |
| Simpson Racing             | Buick | 9   | Dave Simpson          | 1-11             |
| Simpson Racing             | Buick | 10  | Giovanni Fontanesi    | 1-5 e 8          |
| Team Shierson              | Buick | 19  | Calvin Fish           | Todas            |
| Team Shierson              | Buick | 63  | Scott Harrington      | 12               |
| Cole Porformance           | Buick | 24  | Gary Rubio            | Todas            |
| Cole Porformance           | Buick | 66  | Jimmy Vasser          | 1, 4 e 6         |
| Opar Racing                | Buick | 20  | Tommy Byrne           | 1 e 3-12         |
| Opar Racing                | Buick | 21  | Franco Scapini        | 12               |
| TEAMKAR International      | Buick | 8   | Ted Prappas           | Todas            |
| TEAMKAR International      | Buick | 88  | Brad Murphey          | 1-2, 5 e 9       |
| Ongais Racing              | Buick | 32  | Brian Ongais          | Todas            |
| Ongais Racing              | Buick | 32  | Steve Shelton         | 12               |
| C. P. Racing               | Buick | 15  | Michael Greenfield    | 4 e 7-12         |
| C. P. Racing               | Buick | 30  | Mike Groff            | 6 e 9-10         |
| Colorado Connection Racing | Buick | 5   | Wally Dallenbach Jr   | 1, 6 e 10        |
| Colorado Connection Racing | Buick | 6   | Paul Dallenbach       | 2-3              |
| R&K Racing                 | Buick | 1   | Steve Barclay         | 1-4, 6-8 e 10-11 |
| R&K Racing                 | Buick | 3   | George Metsos         | 1 e 7-9          |
| Accel Motorsports          | Buick | #   | Bobby Fix             | 1 e 8-9          |
| Accel Motorsports          | Buick | #   | Jim Noble             | 11-12            |
| Hemelgarn Racing           | Buick | 25  | Paul Tracy            | Todas            |
| Hemelgarn Racing           | Buick | 26  | Jeff Andretti         | 1-3, 7 e 12      |
| Hemelgarn Racing           | Buick | 27  | Daniel Campeau        | 5 e 12           |
| JMC Racing                 | Buick | 25  | John McCracken        | 2                |

## Calendário
| #  | Data           | Grande Prêmio      | Circuito                                 | Local                        |
| -- | -------------- | ------------------ | ---------------------------------------- | ---------------------------- |
| 1  | 9 de Abril     | GP de Phoenix      | O Phoenix International Raceway          | Phoenix, Arizona             |
| 2  | 4 de Junho     | GP de Milwaukee    | O Milwaukee Mile                         | Milwaukee, Wisconsin         |
| 3  | 19 de Junho    | GP de Portland     | R Portland International Raceway         | Portland, Oregon             |
| 4  | 3 de Julho     | GP de Cleveland    | R Aeroporto de Cleveland Burke Lakefront | Cleveland, Ohio              |
| 5  | 17 de Julho    | GP de Toronto      | R Circuito de Rua de Toronto             | Toronto, Ontário             |
| 6  | 24 de Julho    | GP de Nova Jersey  | O Meadowlands Sports Complex             | East Rutherford, Nova Jersey |
| 7  | 20 de Agosto   | GP de Pocono       | O Pocono Raceway                         | Long Pond, Pensilvânia       |
| 8  | 4 de Setembro  | GP de Mid-Ohio     | R Mid-Ohio Sports Car Course             | Lexington, Ohio              |
| 9  | 11 de Setembro | GP de Elkhart Lake | R Road America                           | Elkhart Lake, Wisconsin      |
| 10 | 25 de Setembro | GP de Nazareth     | O Nazareth Speedway                      | Nazareth, Pensilvânia        |
| 11 | 16 de Outubro  | GP de Laguna Seca  | R Laguna Seca Raceway                    | Monterey, Califórnia         |
| 12 | 6 de Novembro  | GP da Flórida      | O Tamiami Park                           | Miami, Flórida               |

## Resultados
| #  | Grande Prêmio      | Pole position         | Volta mais rápidas    | Vencedores            | Vencedores              | Info   |
| #  | Grande Prêmio      | Pole position         | Volta mais rápidas    | Piloto                | Equipe                  | Info   |
| -- | ------------------ | --------------------- | --------------------- | --------------------- | ----------------------- | ------ |
| 1  | GP de Phoenix      | Jeff Andretti         | Wally Dallenbach Jr   | Paul Tracy            | Hemelgarn Racing        | [ 2 ]  |
| 2  | GP de Milwaukee    | Dave Simpson          | John McCracken        | Dave Simpson          | Simpson Racing          | [ 3 ]  |
| 3  | GP de Portland     | Tommy Byrne           | Tommy Byrne           | Tommy Byrne           | Opar Racing             | [ 4 ]  |
| 4  | GP de Cleveland    | Juan Manuel Fangio II | Juan Manuel Fangio II | Juan Manuel Fangio II | Leading Edge Motorsport | [ 5 ]  |
| 5  | GP de Toronto      | Tommy Byrne           | Calvin Fish           | Calvin Fish           | Team Shierson           | [ 6 ]  |
| 6  | GP de Nova Jersey  | Jon Beekhuis          | Jon Beekhuis          | Jon Beekhuis          | Enterprise Racing       | [ 7 ]  |
| 7  | GP de Pocono       | Dave Simpson          | Juan Manuel Fangio II | Michael Greenfield    | C. P. Racing            | [ 8 ]  |
| 8  | GP de Mid-Ohio     | Jon Beekhuis          | Ted Prappas           | Jon Beekhuis          | Enterprise Racing       | [ 9 ]  |
| 9  | GP de Elkhart Lake | Calvin Fish           | Ted Prappas           | Juan Manuel Fangio II | Leading Edge Motorsport | [ 10 ] |
| 10 | GP de Nazareth     | Calvin Fish           | Calvin Fish           | Calvin Fish           | Team Shierson           | [ 11 ] |
| 11 | GP de Laguna Seca  | Juan Manuel Fangio II | Tommy Byrne           | Tommy Byrne           | Opar Racing             | [ 12 ] |
| 12 | GP da Flórida      | Juan Manuel Fangio II | Tommy Byrne           | Tommy Byrne           | Opar Racing             | [ 13 ] |

## Classificação Final

### Resultado após doze etapas
Para cada corrida os pontos foram premiados: 20 pontos para o vencedor, 16 para o vice-campeão, 14 para o terceiro lugar, 12 para o quarto lugar, 10 para o quinto lugar, 8 para o sexto lugar, 6 sétimo, diminuindo para 1 ponto 12º lugar. Pontos adicionais foram concedidos ao vencedor da pole (1 ponto) e ao piloto que liderou a maioria das voltas (1 ponto).
| #  | Piloto                | PHO | MIL | POR | CLE | TOR | NJE | POC | MDO | RDA | NAZ | LAG | FLO | Pts |
| -- | --------------------- | --- | --- | --- | --- | --- | --- | --- | --- | --- | --- | --- | --- | --- |
| 1  | Jon Beekhuis          | RET | 4   | 3   | 4   | 4   | 1   | RET | 1   | 2   | 5   | 2   | 5   | 147 |
| 2  | Tommy Byrne           | RET |     | 1   | 6   | 2   | 3   | 2   | 2   | 10  | 7   | 1   | 1   | 144 |
| 3  | Dave Simpson          | 4   | 1   | 5   | 3   | 6   | 2   | 3   | 6   | 7   | 4   | RET |     | 122 |
| 4  | Calvin Fish           | 2   | 9   | 9   | 2   | 1   | 5   | 7   | RET | RET | 1   | RET | 3   | 113 |
| 5  | Juan Manuel Fangio II |     | RET | 2   | 1   |     | RET | 4   | RET | 1   | RET | 3   | 2   | 105 |
| 6  | Ted Prappas           | 5   | 6   | 12  | 8   | 5   | 4   | 5   | 3   | 3   | 10  | 6   | 6   | 103 |
| 7  | Gary Rubio            | 12  | 7   | 8   | 10  | 8   | 7   | 6   | 4   | 4   | RET | 4   | 4   | 83  |
| 8  | Mike Snow             | 7   | 2   | RET | 7   | 9   | 9   | RET | 11  | 8   | 3   | 5   |     | 70  |
| 9  | Paul Tracy            | 1   | RET | 4   | 11  | RET | RET | RET | 5   | RET | 6   | 8   | RET | 58  |
| 10 | Guido Daccò           | 6   | 10  | 6   | 5   | 3   | 6   | RET | RET | RET | 11  | RET | RET | 53  |
| 11 | Brian Ongais          | 11  | 5   | 7   | 13  | 12  | RET | 8   | 8   | 6   |     | 10  | 13  | 40  |
| 12 | Michael Greenfield    |     |     |     | RET |     |     | 1   | 12  | RET | 9   | 7   | RET | 32  |
| 13 | Mike Groff            |     |     |     |     |     | RET |     |     | 5   | 2   |     |     | 26  |
| 14 | Steve Barclay         | RET | 8   | 10  | 12  |     | 11  | 9   | 9   |     | 8   | 11  |     | 26  |
| 15 | Wally Dallenbach Jr   | 3   |     |     |     |     | 8   |     |     |     | RET |     |     | 19  |
| 16 | Giovanni Fontanesi    | 9   | 13  | 13  | 9   | 7   |     |     | 10  |     |     |     |     | 17  |
| 17 | George Metsos         | 8   |     |     |     |     |     | 10  | 7   | 11  |     |     |     | 16  |
| 18 | John McCracken        |     | 3   |     |     |     |     |     |     |     |     |     |     | 14  |
| 19 | Brad Murphey          | 10  | 12  |     |     | 10  |     |     |     | 12  |     |     |     | 8   |
| 20 | Daniel Campeau        |     |     |     |     | RET |     |     |     |     |     |     | 7   | 6   |
| 21 | Jeff Andretti         | RET | 11  | 11  |     |     |     | RET |     |     |     |     | RET | 5   |
| 22 | Scott Harrington      |     |     |     |     |     |     |     |     |     |     |     | 8   | 5   |
| 23 | Dave Kudrave          |     |     |     |     |     |     |     |     |     |     |     | 9   | 5   |
| 24 | Bobby Fix             | 13  |     |     |     |     |     |     | RET | 9   |     |     |     | 4   |
| 25 | Jim Noble             |     |     |     |     |     |     |     |     |     |     | 9   | RET | 4   |
| 26 | Jimmy Vasser          | RET |     |     | RET |     | 10  |     |     |     |     |     |     | 3   |
| 27 | Steve Shelton         |     |     |     |     |     |     |     |     |     |     |     | 10  | 3   |
| 28 | Marty Roth            |     |     | RET |     | 11  |     |     |     |     |     |     |     | 2   |
| 29 | Franco Scapini        |     |     |     |     |     |     |     |     |     |     |     | 11  | 2   |
| 30 | Sport Allen           |     |     |     |     |     |     |     |     |     |     |     | 12  | 1   |
| 31 | Paul Dallenbach       |     | 14  | RET |     |     |     |     |     |     |     |     |     | 0   |
| 32 | Mike Chandler         | RET |     |     |     |     |     |     |     |     |     |     |     | 0   |
| #  | Piloto                | PHO | MIL | POR | CLE | TOR | NJE | POC | MDO | RDA | NAZ | LAG | FLO | Pts |

| #  | Piloto                | PHO | MIL | POR | CLE | TOR | NJE | POC | MDO | RDA | NAZ | LAG | FLO | Pts |
| -- | --------------------- | --- | --- | --- | --- | --- | --- | --- | --- | --- | --- | --- | --- | --- |
| 1  | Jon Beekhuis          | RET | 4   | 3   | 4   | 4   | 1   | RET | 1   | 2   | 5   | 2   | 5   | 147 |
| 2  | Tommy Byrne           | RET |     | 1   | 6   | 2   | 3   | 2   | 2   | 10  | 7   | 1   | 1   | 144 |
| 3  | Dave Simpson          | 4   | 1   | 5   | 3   | 6   | 2   | 3   | 6   | 7   | 4   | RET |     | 122 |
| 4  | Calvin Fish           | 2   | 9   | 9   | 2   | 1   | 5   | 7   | RET | RET | 1   | RET | 3   | 113 |
| 5  | Juan Manuel Fangio II |     | RET | 2   | 1   |     | RET | 4   | RET | 1   | RET | 3   | 2   | 105 |
| 6  | Ted Prappas           | 5   | 6   | 12  | 8   | 5   | 4   | 5   | 3   | 3   | 10  | 6   | 6   | 103 |
| 7  | Gary Rubio            | 12  | 7   | 8   | 10  | 8   | 7   | 6   | 4   | 4   | RET | 4   | 4   | 83  |
| 8  | Mike Snow             | 7   | 2   | RET | 7   | 9   | 9   | RET | 11  | 8   | 3   | 5   |     | 70  |
| 9  | Paul Tracy            | 1   | RET | 4   | 11  | RET | RET | RET | 5   | RET | 6   | 8   | RET | 58  |
| 10 | Guido Daccò           | 6   | 10  | 6   | 5   | 3   | 6   | RET | RET | RET | 11  | RET | RET | 53  |
| 11 | Brian Ongais          | 11  | 5   | 7   | 13  | 12  | RET | 8   | 8   | 6   |     | 10  | 13  | 40  |
| 12 | Michael Greenfield    |     |     |     | RET |     |     | 1   | 12  | RET | 9   | 7   | RET | 32  |
| 13 | Mike Groff            |     |     |     |     |     | RET |     |     | 5   | 2   |     |     | 26  |
| 14 | Steve Barclay         | RET | 8   | 10  | 12  |     | 11  | 9   | 9   |     | 8   | 11  |     | 26  |
| 15 | Wally Dallenbach Jr   | 3   |     |     |     |     | 8   |     |     |     | RET |     |     | 19  |
| 16 | Giovanni Fontanesi    | 9   | 13  | 13  | 9   | 7   |     |     | 10  |     |     |     |     | 17  |
| 17 | George Metsos         | 8   |     |     |     |     |     | 10  | 7   | 11  |     |     |     | 16  |
| 18 | John McCracken        |     | 3   |     |     |     |     |     |     |     |     |     |     | 14  |
| 19 | Brad Murphey          | 10  | 12  |     |     | 10  |     |     |     | 12  |     |     |     | 8   |
| 20 | Daniel Campeau        |     |     |     |     | RET |     |     |     |     |     |     | 7   | 6   |
| 21 | Jeff Andretti         | RET | 11  | 11  |     |     |     | RET |     |     |     |     | RET | 5   |
| 22 | Scott Harrington      |     |     |     |     |     |     |     |     |     |     |     | 8   | 5   |
| 23 | Dave Kudrave          |     |     |     |     |     |     |     |     |     |     |     | 9   | 5   |
| 24 | Bobby Fix             | 13  |     |     |     |     |     |     | RET | 9   |     |     |     | 4   |
| 25 | Jim Noble             |     |     |     |     |     |     |     |     |     |     | 9   | RET | 4   |
| 26 | Jimmy Vasser          | RET |     |     | RET |     | 10  |     |     |     |     |     |     | 3   |
| 27 | Steve Shelton         |     |     |     |     |     |     |     |     |     |     |     | 10  | 3   |
| 28 | Marty Roth            |     |     | RET |     | 11  |     |     |     |     |     |     |     | 2   |
| 29 | Franco Scapini        |     |     |     |     |     |     |     |     |     |     |     | 11  | 2   |
| 30 | Sport Allen           |     |     |     |     |     |     |     |     |     |     |     | 12  | 1   |
| 31 | Paul Dallenbach       |     | 14  | RET |     |     |     |     |     |     |     |     |     | 0   |
| 32 | Mike Chandler         | RET |     |     |     |     |     |     |     |     |     |     |     | 0   |
| #  | Piloto                | PHO | MIL | POR | CLE | TOR | NJE | POC | MDO | RDA | NAZ | LAG | FLO | Pts |

| Cor             | Resultado                            |
| --------------- | ------------------------------------ |
| Ouro            | Vencedor                             |
| Prata           | 2º lugar                             |
| Bronze          | 3º lugar                             |
| Verde           | 4º e 5º lugares                      |
| Azul claro      | 6º–10º lugares                       |
| Azul escuro     | Completou a corrida (fora do Top 10) |
| Roxo            | Não completou a corrida              |
| Vermelho        | Não se classificou (NQ)              |
| Marrom          | Retirou-se da corrida (Wth)          |
| Preto           | Desclassificado (DSQ)                |
| Vermelho escuro | Não largou (DNS)                     |
| Vermelho escuro | Abandonou a corrida (C)              |
| Vazio           | Não participou                       |